# Chinese Super League 2009
Die Chinese Super League 2009 war die 6. Spielzeit der höchsten chinesischen Spielklasse im Fußball der Männer. Sie wurde am 21. März 2009 mit dem Eröffnungsspiel Henan Jianye gegen Guangzhou Pharmaceutical (2:1) eröffnet und endete am 31. Oktober 2009.
Absteiger waren die Chengdu Blades und Guangzhou Pharmaceutical. Chinesischer Meister wurde erstmals Beijing Guoan, das sich am letzten Spieltag mit einem 4:0-Sieg im Heimspiel gegen Hangzhou Greentown den Titel sicherte.

## Teilnehmer der Saison 2009
| Verein                   | Stadt     | Stadion                               |
| ------------------------ | --------- | ------------------------------------- |
| Beijing Guoan            | Peking    | Arbeiterstadion                       |
| Changchun Yatai          | Changchun | Changchun-Stadt-Stadion               |
| Changsha Ginde           | Changsha  | He Long-Stadion                       |
| Chengdu Blades           | Chengdu   | Chengdu-Sports-Center-Stadion         |
| Chongqing Lifan          | Chongqing | Yanghe-Stadion                        |
| Dalian Shide             | Dalian    | Jinzhou-Stadion                       |
| Guangzhou Pharmaceutical | Guangzhou | Yuexiushan Stadium                    |
| Hangzhou Greentown       | Hangzhou  | Hangzhou-Dragon-Stadion               |
| Henan Construction       | Zhengzhou | Zhengzhou-Hanghai-Stadion             |
| Jiangsu Sainty           | Nanjing   | Nanjing Olympic-Sports-Center-Stadion |
| Qingdao Jonoon           | Qingdao   | Qingdao-Tiantai-Stadion               |
| Shaanxi Zhongxin         | Xi’an     | Shaanxi-Provinzstadion                |
| Shandong Luneng Taishan  | Jinan     | Shandong-Provinzstadion               |
| Shanghai Shenhua         | Shanghai  | Hongkou-Stadion                       |
| FC Shenzhen              | Shenzhen  | Shenzhen-Stadion                      |
| Tianjin Teda             | Tianjin   | Teda Stadion                          |

## Abschlusstabelle
| Pl. | Verein                      | Sp. | S  | U  | N  | Tore    | Diff. | Punkte |
| --- | --------------------------- | --- | -- | -- | -- | ------- | ----- | ------ |
| 1.  | Beijing Guoan               | 30  | 13 | 12 | 5  | 048:280 | +20   | 51     |
| 2.  | Changchun Yatai             | 30  | 14 | 8  | 8  | 038:310 | +7    | 50     |
| 3.  | Henan Construction          | 30  | 13 | 9  | 8  | 035:260 | +9    | 48     |
| 4.  | Shandong Luneng Taishan (M) | 30  | 11 | 12 | 7  | 035:300 | +5    | 45     |
| 5.  | Shanghai Shenhua            | 30  | 12 | 9  | 9  | 039:290 | +10   | 45     |
| 6.  | Tianjin Teda                | 30  | 12 | 9  | 9  | 036:290 | +7    | 45     |
| 7.  | Chengdu Blades              | 30  | 11 | 6  | 13 | 032:390 | −7    | 39     |
| 8.  | Dalian Shide                | 30  | 10 | 8  | 12 | 027:310 | −4    | 38     |
| 9.  | Guangzhou Pharmaceutical    | 30  | 9  | 10 | 11 | 038:380 | ±0    | 37     |
| 10. | Jiangsu Sainty (N)          | 30  | 9  | 10 | 11 | 030:300 | ±0    | 37     |
| 11. | FC Shenzhen                 | 30  | 10 | 10 | 10 | 036:400 | −4    | 40     |
| 12. | Shaanxi Zhongxin            | 30  | 9  | 10 | 11 | 026:240 | +2    | 37     |
| 13. | Qingdao Jonoon              | 30  | 8  | 12 | 10 | 036:360 | ±0    | 36     |
| 14. | Changsha Ginde              | 30  | 6  | 15 | 9  | 023:310 | −8    | 33     |
| 15. | Hangzhou Greentown          | 30  | 8  | 8  | 14 | 030:430 | −13   | 32     |
| 16. | Chongqing Lifan (N)         | 30  | 7  | 8  | 15 | 027:510 | −24   | 29     |

| (M) | Amtierender Meister: Shandong Luneng Taishan                   |
| (P) | Amtierender Pokalsieger: seit 2006 nicht ausgetragen           |
| (N) | Aufsteiger der letzten Saison: Jiangsu Sainty, Chongqing Lifan |

## Torschützenliste
| Pl. | Spieler                  | Mannschaft               | Tore |
| --- | ------------------------ | ------------------------ | ---- |
| 01. | Hernán Barcos            | FC Shenzhen              | 17   |
| 01. | Luis Alfredo Ramírez     | Guangzhou Pharmaceutical | 17   |
| 02. | Erivaldo Antonio Saraiva | Hangzhou Greentown       | 13   |
| 03. | Qu Bo                    | Qingdao Jonoon           | 12   |
| 04. | Han Peng                 | Shandong Luneng Taishan  | 11   |

## Kontroversen
Im Oktober 2009 äußerte der damalige chinesische Staatspräsident Hu Jintao den Verdacht, dass es im chinesischen Fußball nach wie vor Spielmanipulationen geben würde. In den beiden folgenden Monaten wurden dann zunächst Yang Xu, ehemaliger Manager von Guangzhou Pharmaceutical, und Xu Hongbo, ehemaliger Manager der Chengdu Blades, festgenommen. Yang soll im August und September 2006 Spiele zugunsten von Guangzhou manipuliert haben. Ein Jahr später im September 2007 soll Xu das gleiche Vergehen zugunsten von Chengdu begangen haben. Da der Generalsekretär der Chinese Football Association Nan Yong ebenfalls in den Skandal verwickelt war, musste er im Januar 2010 zurücktreten und wurde durch Wei Di ersetzt. Dieser gab schließlich am 23. Februar 2010 bekannt, dass Chengdu und Guangzhou mit sofortiger Wirkung strafweise in die zweite Liga versetzt würden. Dadurch konnten Hangzhou Greentown und Chongqing Lifan nachträglich am grünen Tisch den Klassenerhalt erreichen.